# Phyllodromia fusca
Phyllodromia fusca är en tvåvingeart som först beskrevs av Mario Bezzi 1914.  Phyllodromia fusca ingår i släktet Phyllodromia och familjen dansflugor.
Artens utbredningsområde är Taiwan. Inga underarter finns listade i Catalogue of Life.